# Натанаель Сентіні
Натанаель Рубен Сентіні (фр. Nathanaël Ruben Saintini; нар. 30 травня 2000) — професійний футболіст із Гваделупи, який виступає на позиції центрального захисника українського клубу «Кривбас» (Кривий Ріг) на правах оренди зі швейцарського «Сьйона» та національної збірної Гваделупи.